# Огузи
Огузите (на английски: oghuz, на турски: oğuz) или тюрк огуз са номадско племе в южноплеменна общност в Западнотюркския хаганат. 

Огузката тюркска племенна конфедерация условно наречена държава на Огуз Ябгу (на английски: Oghuz Yabgu) през ранния средновековен период се е намирала в Централна Азия, грубо казано между Каспийско море на запад и Аралско море на изток.

Името „огуз“ е общата тюркска дума за „племе“. Огузите мигрирали на запад от района на Джети-Су след противопоставяне с разклонението карлък на уйгурите. 

В днешни дни за преки потомци на огузите се смятат жителите на Турция, Туркменистан, Азербайджан, Гагаузия и Ирански Азербайджан като техният език принадлежи към огузката група езици от семейството на тюркските езици.
След разпадането на Огуз Ябгу през XI век една част от огузите влизат в Персия, приемат исляма и полагат началото на Селджукската държава.
Осман I, оновател на Османската империя, е наследствен лидер на племето кайъ, известно и като кайтаг, също принадлежащ към огузките родове. 

Кайъ използват за свой племенен знак такъв, много сходен с ипсилона с две хасти на древните българи: IVI ~ IYI. Знакът може да се види изобразен на меча на Осман I в музея „Топкапъ“ в Истанбул.

## В прародината на огузите
Между 800 и 900 г. огузите от Аралските степи изместват печенегите от региона на реките Емба и Урал в посока запад. През X век те вече обитават степите на реките Саръсу, Тургай, Емба и земите на север от езерото Балхаш в днешен Южен Казахстан. През 921 г. земите им са посетени от арабския пътешественик Ибн Фадлан. Той записва името на това тюркско племе като ал-Гузия и ги описва като чергари, живеещи в дървени или плъстени разхвърляни нехигиенични жилища. Хронистът добавя, че огузите имат нисък морал, непочитат Аллах и нищо не може да ги респектира освен по-възрастните, към които често се обръщат за съвет, смятайки го за свещен. Според Ибн Фадлан при несправедливост и неприятност огузите призовават своя бог Тенгри и имат ясно формулирани обичаи относно женитбата, гостоприемството и погребението. Според Ибн Фадлан владетелят на тюрките огузи носи титлата ябгу, а неговият заместник се нарича кударкин.

## Разселване на огузите
От 950 г. насетне започва разселването на огузките племена. Като причини се посочват вътрешните междуособици, натискът от север на кипчаците и тесните пространства за обитаване. Една част от тях достига Северното Причерноморие и продължава на запад. Ромейските летописци ги споменават като Οὔζοι, т.е. узи. Друга част преминава южно от реките Сърдаря и Амударя и се разселва из Персия и Мала Азия, като с това започва и редица нападения на ромеите по източните им граници, както и на арабите от Абасидския халифат. Там представители на огузкото племе кънък създават тюрко-персийския Селджукски султанат, от който по-късно се отделя Иконийският султанат. С упадъка на тези държави и нашествието на монголите от север прииждат още няколко вълни огузи, сред които и огузкото племе кайъ, от което ще възникне османската династия.

## Огузки племена
- Кънък (на анатолийски турски: kınık), от което се счита, че произхождат селджуките. Това е племе, преселило се между 900 и 1000 г. (10 в.) от северните брегове на Аралско море, където живеят огузките племена, на юг в посока Иран.
- Узбеки, за които съществува предположение, че народностното им име идва от сливането на uz, видоизменено от oghuz, и beg, сродно на bey, т.е. „владетел на огузите“. Днешните узбеки, обаче, не говорят на език от огузката езикова група.